# Gatunguru (periodiskt vattendrag i Burundi, Cibitoke)
Gatunguru är ett periodiskt vattendrag i Burundi.   Det ligger i provinsen Cibitoke, i den nordvästra delen av landet, 30 kilometer norr om huvudstaden Bujumbura.
Omgivningarna runt Gatunguru är en mosaik av jordbruksmark och naturlig växtlighet. Runt Gatunguru är det tätbefolkat, med 297 invånare per kvadratkilometer.